# 巴吞哇那南寺

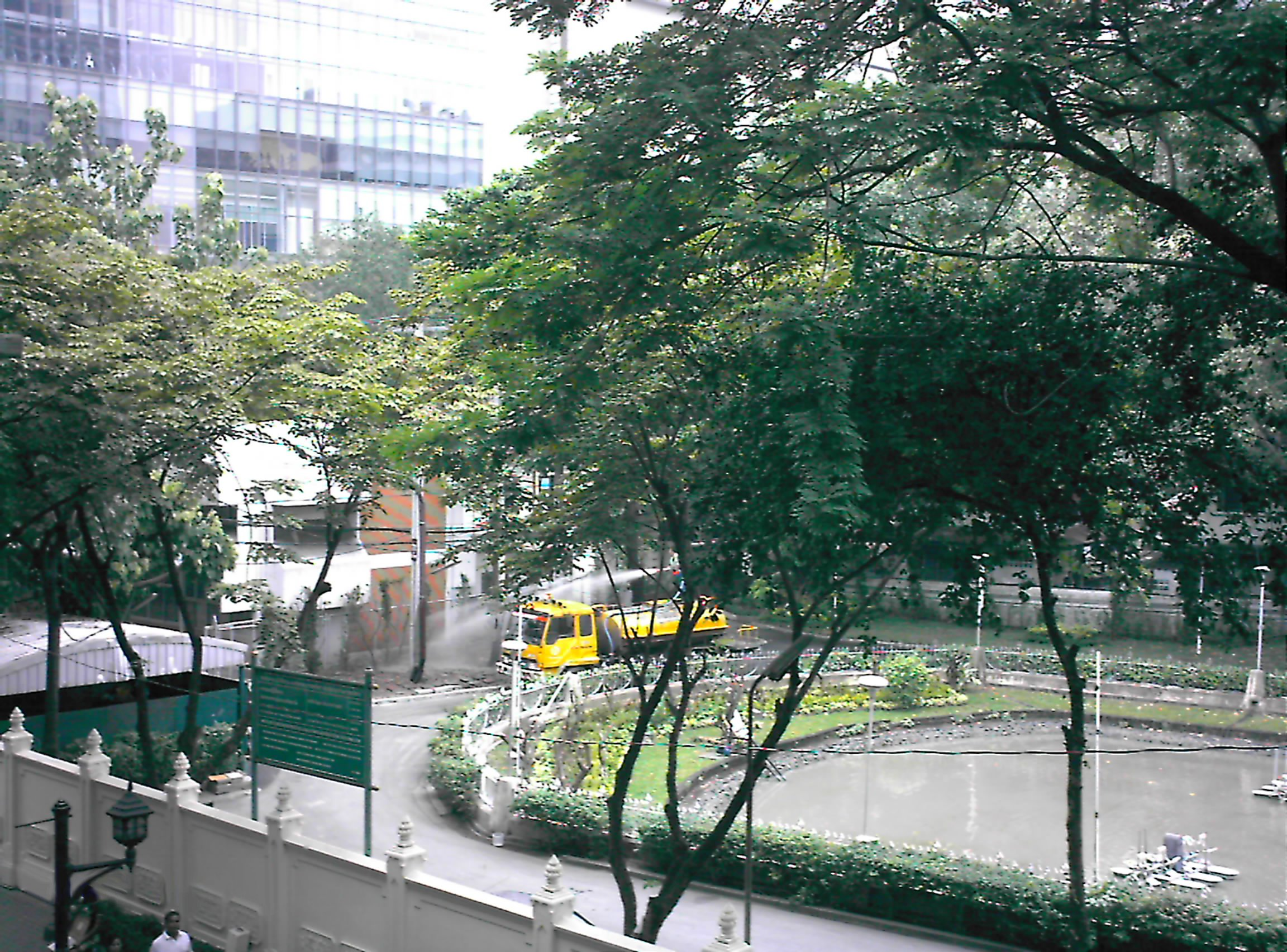
巴吞哇那南寺的門前水池

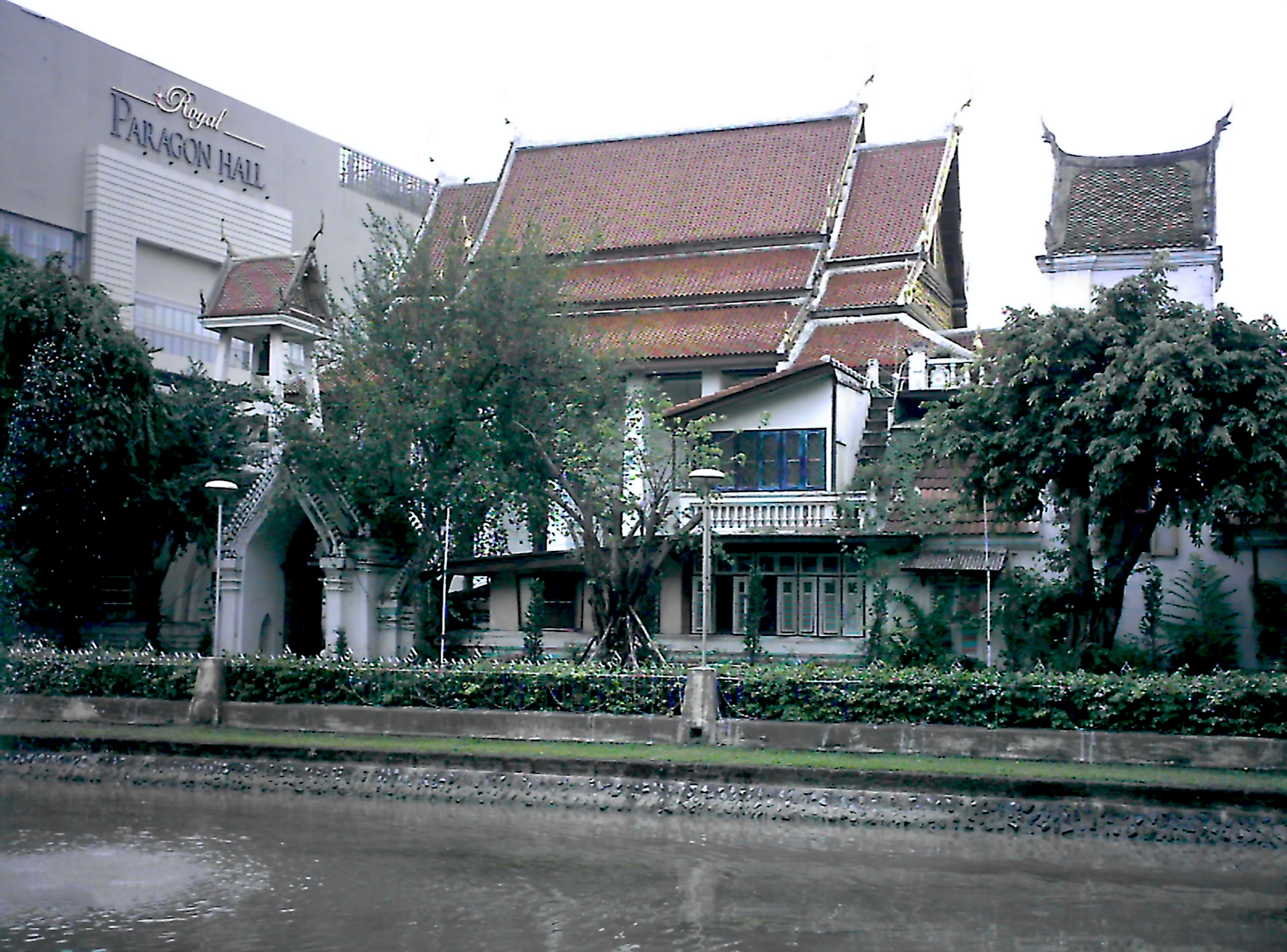
巴吞哇那南寺的主殿

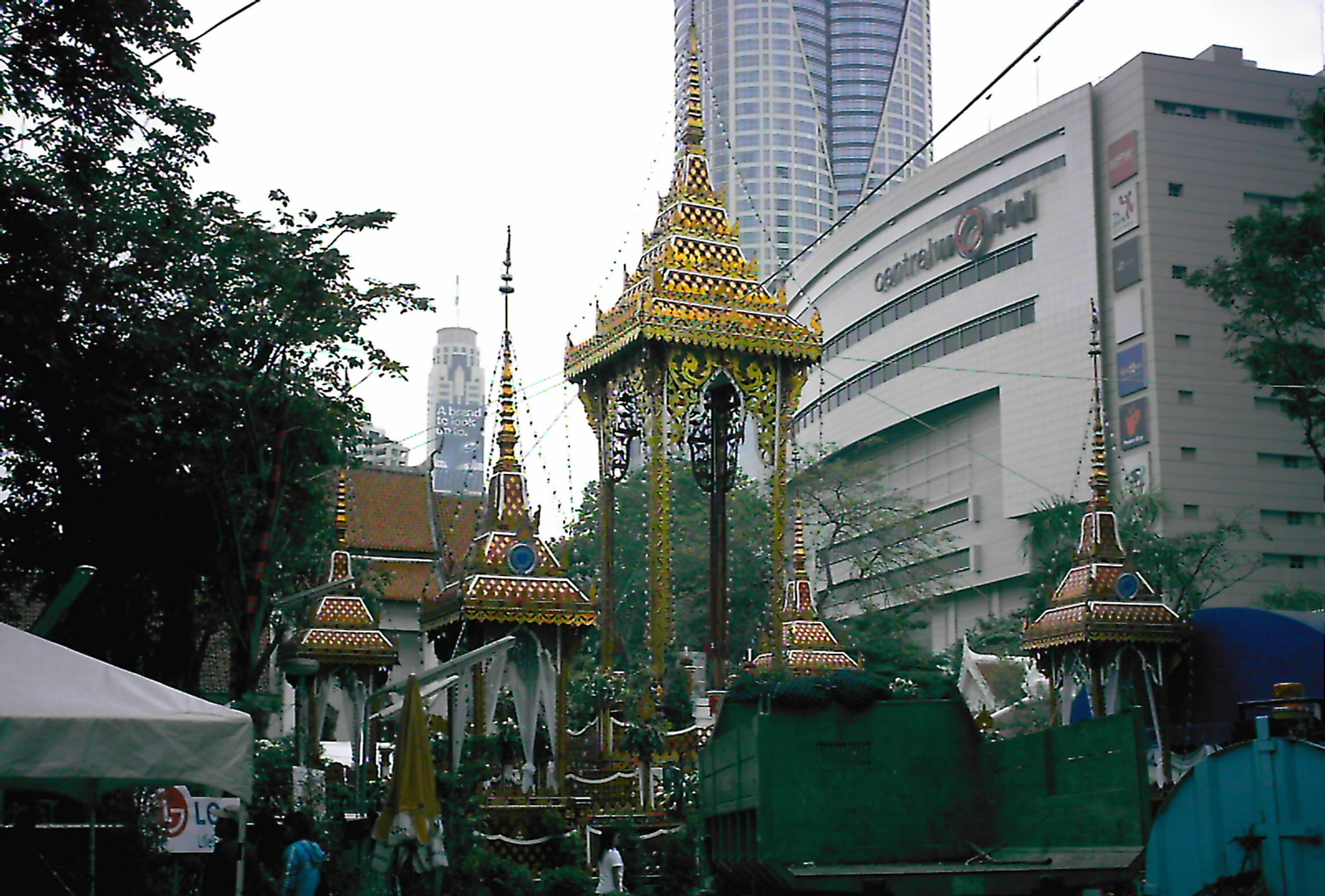
2008年11月為泰國甘拉雅妮瓦她娜皇姐殿下殿下骨灰收殮儀式的建築

巴吞哇那南寺（Wat Pathum Wana Ram）是位於泰國的首都曼谷之巴吞旺縣的拍喃一路的佛寺，此寺由暹羅君主拉瑪四世在1857年建築，毗鄰沙炎商業中心及群僑商業中心。它是泰國皇室的佛寺。亦是火葬場，在1996年3月，已故泰國皇太后火化後的遺體被轉移到這裡。在2008年11月，已故泰國甘拉雅妮瓦她娜皇姐殿下亦在這裡處理。

## 公共交通
- 曼谷集體運輸系統(架空電車)，素坤逸線，沙炎車站。

## 外部連結
- 2008年11月16日：泰國曼谷巴吞哇那南寺的影像
- 曼谷集體運輸系統(架空電車)的官方網站